# Flädie (äpple)
FlädieFrukt: Vanligen stor. Ljusgrön grundfärg, täckfärg saknas,vanligen  fet hud. Grovt, saftigt, svagt sött,måttligt syrligt fruktkött. Svag arom.
Mognadstid: November. Kan förvaras ett par månader.
Växtsätt: Kraftigväxande. Bär tidigt och sedan rikt.
Läge: Soligt. Väldränerad djup näringsrik jord.
Pollineras av: Sävstaholm, Transparente Blanche, Stenbock
Härdighet: Zon 1-3